# Кулачковый механизм

Кулачко́вый механи́зм — механизм, образующий высшую кинематическую пару, имеющий подвижное звено, совершающее вращательное движение, — кулак (кулачок), с поверхностью переменной кривизны или имеющей форму эксцентрика, взаимодействующей с другим подвижным звеном — толкателем, если подвижное звено совершает прямолинейное движение, или коромыслом, если подвижное звено совершает качание. Кулак, совершающий прямолинейное движение, называется копиром.

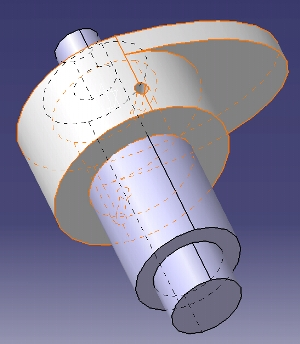
Кулачковый механизм

## Классификация
Кулачковые механизмы подразделяют на 4 группы:
1. По типу толкателя:
  - с плоским толкателем,
  - с тарельчатым,
  - с роликовым (на рисунке),
  - с игольчатым,
  - с остроконечным.
2. По характеру движения толкателя:
  - возвратно-поступательное (на рисунке),
  - качающееся.
3. По характеру движения кулачка:
  - возвратно-поступательное,
  - качающееся,
  - вращающееся (на рисунке).
4. Кулачковые механизмы с роликовым толкателем бывают:
  - дезаксиальные (ось кулачка не под толкателем),
  - центральные (ось кулачка под толкателем) (на рисунке).

## Особенности

Часть распредвала верхневального ДВС из двух кулачков

Основные характеристики кулачкового механизма — это максимальное перемещение толкателя (угол качания коромысла), максимальная скорость или ускорение исполнительного механизма и закон движения исполнительного механизма.
Закон движения разных типов и размеров толкателя на одном и том же кулачке отличается, поэтому расчёт профиля кулачка ведётся под конкретный толкатель.
Кулачковый механизм имеет сходные черты с механизмом планшайба-стержни
Главным достоинством и исключительным свойством кулачкового механизма является возможность реализации произвольного (в очень широких пределах) закона движения исполнительного механизма.
Вторым достоинством является простота конструкции, благодаря чему кулачковый механизм иногда используют как простейший преобразователь вращательного движения в возвратно-поступательное, например, в приводе бензонасоса карбюраторных ДВС.
Главным недостатком является  дороговизна изготовления  профилей. Эта задача решается применением литья, либо перемещением обрабатывающего органа по шаблону, то есть, по сути, также использованием кулачкового механизма (в станке).
Вторым недостатком является относительно малая нагрузочная способность, вследствие трения скольжения кулачка и толкателя по линии, а также из-за значительных боковых усилий на толкатель при резких перемещениях. Для повышения ресурса применяют  роликовый толкатель (как правило, на игольчатом подшипнике) и замену поступательного толкателя коромыслом, например, в газораспределительном механизме тракторных дизелей.

## Применение
Кулачковый механизм применяется:
- в газораспределительном механизме ДВС;
- в топливных насосах высокого давления дизелей;
- в топливных насосах автомобильных карбюраторных двигателей;
- в механическом (пневматическом) приводе колодочных тормозов (грузовики, тракторы);
- в прерывателе контактной системы зажигания бензиновых ДВС;
- в приводе воздушной заслонки карбюраторов (автомобиль Ока);
- в механизмах переключения коробок передач мотоциклов;
- в швейных машинках (механические переключатели режимов, варианты движения рабочих органов);
- в шарманках и музыкальных шкатулках (вырожденный кулачок — шип — только включает звук в определённый момент);
- в механических (часовых) таймерах и реле времени;
- в металлорежущих станках;
- в оружии для механизмов режима стрельбы отсечкой по несколько (обычно три) патронов;
- и многих других машинах для воспроизведения сложной траектории движения рабочих органов и выполнения функций управления, таких, как включение и выключение рабочих органов по определённой схеме.